# Сарти, Бенито
Бенито Сарти (итал. Benito Sarti; 23 июля 1936, Падуя, Венеция — 4 февраля 2020, Падуя, Венеция) — итальянский футболист, который играл на позиции защитника.

## Биография
Сарти дебютировал в Серии А с «Падовой» 26 февраля 1956 год в возрасте 19 лет, его команда на выезде была разгромлена со счётом 4:1 «Миланом». Впоследствии он играл за «Сампдорию» (1957—1959), проведя 63 матча за клуб. Он играл за «Ювентус» между 1959 и 1968 годами, провёл 252 матча (206 — в чемпионате), забил один гол: в сезоне 1962/63 с дальней дистанции поразил ворота «Аталанты», его клуб победил со счётом 6:3. За время игры в клубе он выиграл три титула чемпиона Италии, а также три кубка Италии и один Кубок Альп. Он закончил свою карьеру после сезона 1968/69, который провёл с «Варезе».
Сарти дебютировал в сборной Италии 9 ноября 1958 года, его команда сыграла вничью с Францией 2:2 в Париже. Всего он сыграл шесть матчей за Италию в период с 1958 по 1961 год.
В основном Сарти играл в защите, обычно на позиции центрального защитника, хотя иногда выходил на позиции центрального или опорного полузащитника.
Бенито Сарти умер 4 февраля 2020 года в возрасте 83 лет.